# Градска кућа у Вршцу
Градска кућа у Вршцу (Магистрат) се налази на Тргу победе 1, подигнута је 1860. године за потребе администрације градског Магистрата. Представља споменик културе у категорији непокретних културних добара од великог значаја.
По сачуваној документацији градио ју је грађевинар Сигисмунд Килер, предузимач је био Франц Брандајс, план и предрачун израдио је Ц. К. Мерник, асистент и надзорни орган градње био је Виљем Бихер. Грађена је од тврдог материјала, са стилским обележјима неоготике, основом на три фронта – главном фасадом окренутом према Тргу победе и бочним крилима. Главна и бочна фасада према парку истих су решења, али је главна фасада асиметрична. Има наглашен централни ризалит са три улаза у приземном делу и балкон са декоративним готским конзолама и каменом оградом у спратном делу. Спрат ризалита главне и бочне фасаде издељен је плитким лизенама на три дела. Изнад средишњег дела налази се готски обликован забат са грбом града у кружном пољу, док бочни делови имају венац готских аркада и атику са готским преплетом. Прозори су правоугаоног облика, на угаоним ризалитима и средишњем делу централног ризалита удвојени. 
У темеље зграде узидана је повеља и споменица на латинском, немачком и српском језику. У унутрашњости објекта, у главном холу приземља, на таваницама изнад степеништа и у свечаним салама на спрату, налази се сликана декорација настала крајем 19. века.
Данас се у згради налази Скупштина општине Вршац.
Конзерваторски радови рађени су 1987–1988, 1995, 2002–2003. и 2005. године.